# سفارة العراق في أوكرانيا
سفارة العراق في أوكرانيا هي أرفع تمثيل دبلوماسي لدولة العراق لدى أوكرانيا. تقع السفارة في كييف وهي تهدف لتعزيز المصالح العراقية في أوكرانيا.

## وصلات خارجية
- الموقع الرسمي
- قائمة سفارات العراق
- قائمة السفارات في أوكرانيا